# SOKO Donau/Episodenliste

Logo der Serie

Diese Episodenliste enthält alle Episoden der österreichischen Krimiserie SOKO Donau (in Deutschland als SOKO Wien bekannt), sortiert nach der deutschsprachigen Erstausstrahlung. Die Fernsehserie umfasst derzeit 19 Staffeln mit 275 Episoden.

## Übersicht
| Staffel | Episoden | deutschsprachige Erstausstrahlung | deutschsprachige Erstausstrahlung |
| Staffel | Episoden | Staffelpremiere                   | Staffelfinale                     |
| ------- | -------- | --------------------------------- | --------------------------------- |
| 1       | 10       | 20. September 2005                | 29. November 2005                 |
| 2       | 12       | 10. Oktober 2006                  | 2. Januar 2007                    |
| 3       | 12       | 25. September 2007                | 18. Dezember 2007                 |
| 4       | 15       | 17. Oktober 2008                  | 13. Februar 2009                  |
| 5       | 15       | 13. Oktober 2009                  | 5. Februar 2010                   |
| 6       | 13       | 28. September 2010                | 15. April 2011                    |
| 7       | 14       | 30. August 2011                   | 6. Dezember 2011                  |
| 8       | 16       | 17. Oktober 2012                  | 24. Mai 2013                      |
| 9       | 16       | 15. Oktober 2013                  | 10. Dezember 2013                 |
| 9       | 16       | 30. September 2014                | 11. November 2014                 |
| 10      | 16       | 25. November 2014                 | 3. November 2015                  |
| 11      | 16       | 10. November 2015                 | 8. November 2016                  |
| 12      | 16       | 22. November 2016                 | 31. Oktober 2017                  |
| 13      | 17       | 7. November 2017                  | 24. April 2018                    |
| 14      | 16       | 13. November 2018                 | 16. April 2019                    |
| 15      | 16       | 6. Dezember 2019                  | 9. März 2021                      |
| 16      | 16       | 16. März 2021                     | 14. Juni 2022                     |
| 17      | 16       | 21. Juni 2022                     | 25. Oktober 2022                  |
| 18      | 14       | 3. Oktober 2023                   | 19. November 2024                 |
| 19      | 13       | 4. Februar 2025                   | 29. April 2025                    |

## Staffel 1
Die Erstausstrahlung der ersten Staffel war vom 20. September bis zum 29. November 2005 auf ORF 1 zu sehen. 
| Nr. (ges.) | Nr. (St.) | Originaltitel     | Erstausstrahlung A | Regie            | Drehbuch                                   |
| --- | --------- | ----------------- | ------------------ | ---------------- | ------------------------------------------ |
| 1 | 1         | Racheengel        | 20. Sep. 2005      | Peter Fratzscher | Susanne Beck, Thomas Eifler                |
| Die 16-jährige Momo springt von einer Brücke um Selbstmord zu begehen, was Major Hennig im Vorbeifahren bemerkt und deshalb hinterherspringt. Er kann das Mädchen retten und nimmt es mit aufs Polizeirevier. Doch es gibt so gut wie keine Auskünfte. Gegen Christians Vorschlag und gegen alle Vorschriften bringt Elisabeth Momo nicht in eine Psychiatrie, sondern nimmt sie mit zu sich nach Hause, wo sie jedoch in der Nacht weglaufen kann. Sie hat auf dem Revier aufgeschnappt, dass die Polizei eine Razzia in einem Nachtclub durchführen will, weshalb sie die verantwortlichen Drogendealer dort warnen kann. Die Razzia verläuft daher ohne Erfolg. Es stellt sich heraus, dass Momos Schwester vor kurzem einen Drogentod gestorben ist, weshalb sie will, dass das Dealen aufhört. Der Verantwortliche will jedoch weitermachen, was Momo dazu veranlasst, ihn mit einer dem Krankenhauswächter gestohlenen Pistole anzuschießen. Die Polizei ist rechtzeitig vor Ort und kann Schlimmeres verhindern. Gastdarsteller: Camilla Renschke als Monika „Momo“ Hackl, Ronnie Janot als Major Fischl, Michael Schiller als Falk Pollet, Michael Pink als Scotti, Stephan Wapenhals als Maik, Andrea Bruckner als Bianca Hackl |           |                   |                    |                  |                                            |
| 2 | 2         | Abgetaucht        | 28. Sep. 2005      | Peter Fratzscher |                                            |
| 3 | 3         | Menschenjagd      | 5. Okt. 2005       | Peter Fratzscher |                                            |
| 4 | 4         | Delikatessen      | 11. Okt. 2005      | Peter Fratzscher | Johannes Dräxler, Remy Eyssen, Mike Majzen |
| Ein angesehener Unternehmer wird im Hafen tot aus dem Wasser gezogen. Wegen einer Schlagverletzung am Kopf wird wegen Mordes ermittelt. Zuerst steht ein langjähriger doch vor kurzem mit dem Opfer zerstrittener Geschäftspartner, Franz Majewski, unter Verdacht. Doch es stellt sich heraus, dass Philipp, der Sohn des Toten, den die Mutter eigentlich decken wollte, Schuld am Tod seines Vaters ist, indem er gesteht. Er hatte ihn im Streit geschlagen, seine Freundin hatte mit seinem Vater eine Affäre, und dann am Boden liegen lassen. Später scheint er dann durch Krämpfe unfähig zu schwimmen ins Wasser gefallen zu sein. Gastdarsteller: Christian Pogats als Sebastian Hirt, Barbara M. Ahren als Verena Zentschütz, Julian Weigend als Philipp Zentschütz, Melanie Herbe als Tara Sonnenberg, Ottokar Lehrner als Franz Majewski |           |                   |                    |                  |                                            |
| 5 | 5         | Notwehr           | 19. Okt. 2005      | Peter Fratzscher | Johannes Dräxler, Remy Eyssen, Mike Majzen |
| Die Polizei ist einem Zigarettenschmuggel auf der Spur, doch sie bekommen mehrfach falsche Hinweise, was dazu führt, dass Durchsuchungen von verdächtigen Schiffen erfolglos bleiben. Dann wird auch noch der im Hafen im Undercover-Einsatz befindliche Mike erschossen und Elisabeth steht unter Verdacht, da sie allein im Hafen war und nachdem auf sie geschossen wurde, zurück geschossen hat. So darf sie vorerst nicht mehr an Einsätzen teilnehmen. Es stellt sich heraus, dass der neue Kollege von der ungarischen Polizei gar nicht er ist, sondern dessen Mörder und jetzt auch der Mörder von Mike. Er gibt falsche Hinweise und unterstützt den Zigarettenschmuggel. Bei einer Verfrachtung von über vier Tonnen im Hafen können er und seine Komplizen von der Polizei gestellt werden. Gastdarsteller: Leonore Capell als Rita Hofbauer, Max Mayer als Mike Fleger, Anian Zollner als Alexander Kollwentz, Carl Achleitner als Bruno Keller, Titus Vadun als Kapitän |           |                   |                    |                  |                                            |
| 6 | 6         | Gesicht des Bösen | 25. Okt. 2005      | Jürgen Kaizik    |                                            |
| 7 | 7         | Planspiele        | 8. Nov. 2005       | Jürgen Kaizik    |                                            |
| 8 | 8         | Gegen die Zeit    | 15. Nov. 2005      | Jürgen Kaizik    |                                            |
| 9 | 9         | Mörderische Hitze | 23. Nov. 2005      | Jürgen Kaizik    |                                            |
| 10 | 10        | Blutige Spur      | 29. Nov. 2005      | Jürgen Kaizik    |                                            |

## Staffel 2
Die Erstausstrahlung der zweiten Staffel war vom 10. Oktober 2006 bis zum 2. Januar 2007 auf ORF 1 zu sehen. 
| Nr. (ges.) | Nr. (St.) | Originaltitel         | Erstausstrahlung A |
| ---------- | --------- | --------------------- | ------------------ |
| 11         | 1         | Unter Druck           | 10. Okt. 2006      |
| 12         | 2         | Flusspiraten          | 17. Okt. 2006      |
| 13         | 3         | Blind vor Liebe       | 24. Okt. 2006      |
| 14         | 4         | Ein mörderischer Plan | 31. Okt. 2006      |
| 15         | 5         | Machtspiele           | 7. Nov. 2006       |
| 16         | 6         | Auge um Auge          | 14. Nov. 2006      |
| 17         | 7         | Die Falle             | 21. Nov. 2006      |
| 18         | 8         | Katyas Geheimnis      | 28. Nov. 2006      |
| 19         | 9         | Konkurrenten          | 5. Dez. 2006       |
| 20         | 10        | Tödliche Gier         | 12. Dez. 2006      |
| 21         | 11        | Schmutzige Geschäfte  | 19. Dez. 2006      |
| 22         | 12        | Stille Wasser         | 2. Jan. 2007       |

Regie bei Folge 1 bis 6 führte Michel Bielawa, bei Folge 7 bis 12 Alexander Wiedl.

## Staffel 3
Die Erstausstrahlung der dritten Staffel war vom 25. September bis zum 18. Dezember 2007 auf ORF 1 zu sehen. 
| Nr. (ges.) | Nr. (St.) | Originaltitel          | Erstausstrahlung A |
| ---------- | --------- | ---------------------- | ------------------ |
| 23         | 1         | Blutige Ernte          | 25. Sep. 2007      |
| 24         | 2         | Böse Überraschung      | 3. Okt. 2007       |
| 25         | 3         | Vaterliebe             | 9. Okt. 2007       |
| 26         | 4         | Falsche Freunde        | 16. Okt. 2007      |
| 27         | 5         | Eiszeit                | 23. Okt. 2007      |
| 28         | 6         | Zündstoff              | 31. Okt. 2007      |
| 29         | 7         | Ein mörderischer Preis | 6. Nov. 2007       |
| 30         | 8         | Mordgesellen           | 13. Nov. 2007      |
| 31         | 9         | Tödlicher Irrtum       | 20. Nov. 2007      |
| 32         | 10        | Falsche Meister        | 4. Dez. 2007       |
| 33         | 11        | Gestrandet             | 11. Dez. 2007      |
| 34         | 12        | In vino veritas        | 18. Dez. 2007      |

Regie bei Folge 1 bis 4 führte Erhard Riedlsperger, bei Folge 5 bis 7 Matthias Steurer, bei Folge 8 bis 12 Erwin Keusch.

## Staffel 4
Die Erstausstrahlung der vierten Staffel erfolgte vom 17. Oktober 2008 bis zum 13. Februar 2009 auf ORF 1 und im ZDF. Dabei strahlte das ZDF die Episoden 1, 5 und 11–15 zuerst aus. Die restlichen wurden von ORF 1 erstausgestrahlt.
| Nr. (ges.) | Nr. (St.) | Originaltitel              | Erstausstrahlung A |
| ---------- | --------- | -------------------------- | ------------------ |
| 35         | 1         | Der Augenzeuge             | 17. Okt. 2008      |
| 36         | 2         | Sisis Vermächtnis          | 22. Okt. 2008      |
| 37         | 3         | Der Fall Dr. Seiler        | 28. Okt. 2008      |
| 38         | 4         | Blutiger Ernst             | 4. Nov. 2008       |
| 39         | 5         | Du sollst nicht töten      | 14. Nov. 2008      |
| 40         | 6         | Nachts kaum Abkühlung      | 18. Nov. 2008      |
| 41         | 7         | Saitenspiel                | 2. Dez. 2008       |
| 42         | 8         | Der zweite Mann            | 9. Dez. 2008       |
| 43         | 9         | Abgestürzt                 | 16. Dez. 2008      |
| 44         | 10        | Verlorene Jugend           | 30. Dez. 2008      |
| 45         | 11        | Tödliche Versuchung        | 16. Jan. 2009      |
| 46         | 12        | Mörderisches Geheimnis     | 23. Jan. 2009      |
| 47         | 13        | Wettlauf mit dem Tod       | 30. Jan. 2009      |
| 48         | 14        | Verrat                     | 6. Feb. 2009       |
| 49         | 15        | Reise in die Vergangenheit | 13. Feb. 2009      |

Regie bei Folge 1 bis 5 führte Erhard Riedlsperger, bei Folge 6 bis 10 Erwin Keusch, bei Folge 11 und 12 Robert Sigl, bei Folge 13 bis 15 Christine E. Wiegand und Frank Soiron.

## Staffel 5
Die Erstausstrahlung der fünften Staffel erfolgte großteils auf ORF 1, beginnend mit der ersten Episode am 13. Oktober 2009 und endend mit der 13. Episode am 19. Januar 2010.
Die Erstausstrahlung der letzten beiden Episoden übernahm das ZDF am 22. Januar und am 5. Februar 2010.
| Nr. (ges.) | Nr. (St.) | Originaltitel        | Erstausstrahlung A |
| ---------- | --------- | -------------------- | ------------------ |
| 50         | 1         | Die grauen Männer    | 13. Okt. 2009      |
| 51         | 2         | Tödliche Worte       | 20. Okt. 2009      |
| 52         | 3         | Bruderliebe          | 27. Okt. 2009      |
| 53         | 4         | Opfer ohne Namen     | 3. Nov. 2009       |
| 54         | 5         | Nachtfalken          | 10. Nov. 2009      |
| 55         | 6         | Preis der Schönheit  | 17. Nov. 2009      |
| 56         | 7         | Sein und Schein      | 24. Nov. 2009      |
| 57         | 8         | Gefallene Engel      | 1. Dez. 2009       |
| 58         | 9         | Böser Zauber         | 8. Dez. 2009       |
| 59         | 10        | Blindspuren          | 15. Dez. 2009      |
| 60         | 11        | Alte Bekannte        | 29. Dez. 2009      |
| 61         | 12        | Die Akte Schweikhart | 5. Jan. 2010       |
| 62         | 13        | Auf Leben und Tod    | 19. Jan. 2010      |
| 63         | 14        | Rot wie Blut         | 22. Jan. 2010      |
| 64         | 15        | Gegen den Strom      | 5. Feb. 2010       |

Regie bei Folge 1 bis 5 führte Erwin Keusch, bei Folge 6 bis 10 Robert Sigl, bei Folge 11 bis 15 Erhard Riedlsperger.

## Staffel 6
Die Erstausstrahlung der ersten elf Episoden erfolgte vom 28. September bis zum 28. Dezember 2010 auf ORF 1. Die letzten beiden Episoden liefen zuerst im ZDF am 18. März und am 15. April 2011.
| Nr. (ges.) | Nr. (St.) | Originaltitel          | Erstausstrahlung A |
| ---------- | --------- | ---------------------- | ------------------ |
| 65         | 1         | In bester Gesellschaft | 28. Sep. 2010      |
| 66         | 2         | Mord aus dem Jenseits  | 19. Okt. 2010      |
| 67         | 3         | Nina, 16, vermisst     | 2. Nov. 2010       |
| 68         | 4         | Mörderische Sehnsucht  | 9. Nov. 2010       |
| 69         | 5         | Heartbreaker           | 16. Nov. 2010      |
| 70         | 6         | Todesengel             | 23. Nov. 2010      |
| 71         | 7         | Tierisch tödlich       | 30. Nov. 2010      |
| 72         | 8         | Tod eines Schnüfflers  | 7. Dez. 2010       |
| 73         | 9         | Die Täuschung          | 14. Dez. 2010      |
| 74         | 10        | Entgleist              | 21. Dez. 2010      |
| 75         | 11        | 3 Millionen Tote       | 28. Dez. 2010      |
| 76         | 12        | Am Limit               | 18. März 2011      |
| 77         | 13        | Blutsverwandte         | 15. Apr. 2011      |

Regie bei Folge 1 bis 4 führte Erhard Riedlsperger, bei Folge 5 bis 7 Fabian Eder, bei Folge 8 bis 11 Holger Gimpel, bei Folge 12 bis 13 Christine Wiegand.

## Staffel 7
Die Erstausstrahlung der siebten Staffel erfolgte vom 30. August bis zum 6. Dezember 2011 auf ORF eins. 
| Nr. (ges.) | Nr. (St.) | Originaltitel         | Erstausstrahlung A |
| ---------- | --------- | --------------------- | ------------------ |
| 78         | 1         | Schutzlos             | 30. Aug. 2011      |
| 79         | 2         | Chefsache             | 13. Sep. 2011      |
| 80         | 3         | Tür an Tür            | 20. Sep. 2011      |
| 81         | 4         | Date mit dem Tod      | 27. Sep. 2011      |
| 82         | 5         | Das schwarze Schiff   | 4. Okt. 2011       |
| 83         | 6         | Flächenbrand          | 11. Okt. 2011      |
| 84         | 7         | Endstation            | 18. Okt. 2011      |
| 85         | 8         | Der Trojaner          | 25. Okt. 2011      |
| 86         | 9         | Erbschuld             | 8. Nov. 2011       |
| 87         | 10        | Der Austausch         | 22. Nov. 2011      |
| 88         | 11        | Tod à la carte        | 6. Dez. 2011       |
| 89         | 12        | Verraten und verkauft | 13. Dez. 2011      |
| 90         | 13        | Verschollen           | 20. Dez. 2011      |
| 91         | 14        | Donauweibchen         | 6. Dez. 2011       |

Regie bei Folge 1 bis 5 führte Erhard Riedlsperger, bei Folge 6 bis 10 Holger Gimpel, bei Folge 11 bis 14 Robert Sigl.

## Staffel 8
Die Erstausstrahlung der ersten neun Episoden lief vom 17. Oktober bis zum 19. Dezember 2012 auf ORF eins.
Nach der Winterpause übernahm das ZDF vom 12. April bis zum 24. Mai 2013 die Erstausstrahlung der verbleibenden Episoden.
| Nr. (ges.) | Nr. (St.) | Originaltitel                         | Erstausstrahlung A |
| ---------- | --------- | ------------------------------------- | ------------------ |
| 92         | 1         | Ganz unten                            | 17. Okt. 2012      |
| 93         | 2         | Die letzte Fahrt                      | 24. Okt. 2012      |
| 94         | 3         | Späte Gegend                          | 31. Okt. 2012      |
| 95         | 4         | Staub zu Staub                        | 7. Nov. 2012       |
| 96         | 5         | Eine Frage der Ehre                   | 21. Nov. 2012      |
| 97         | 6         | Borderline                            | 28. Nov. 2012      |
| 98         | 7         | Im freien Fall                        | 5. Dez. 2012       |
| 99         | 8         | Zimmer 312                            | 12. Dez. 2012      |
| 100        | 9         | Familienbande                         | 19. Dez. 2012      |
| 101        | 10        | Bis der Vorhang fällt                 | 12. Apr. 2013      |
| 102        | 11        | Der Heilige der Verdammten            | 19. Apr. 2013      |
| 103        | 12        | Kein Gestern, kein Heute, kein Morgen | 26. Apr. 2013      |
| 104        | 13        | Der Irrläufer                         | 3. Mai 2013        |
| 105        | 14        | Schachmatt                            | 10. Mai 2013       |
| 106        | 15        | A schene Leich                        | 17. Mai 2013       |
| 107        | 16        | Treibjagd                             | 24. Mai 2013       |

Regie bei Folge 1 bis 5 führte Erhard Riedlsperger, bei Folge 6 bis 8 Holger Barthel, bei Folge 9 bis 11 Manuel Flurin Hendry, bei Folge 12 bis 16 Holger Gimpel.

## Staffel 9
Die Erstausstrahlung der ersten neun Episoden lief vom 15. Oktober bis zum 10. Dezember 2013 auf ORF eins. Die weiteren sieben Episoden wurden von 30. September bis zum 11. November 2014 ebenfalls auf ORF eins erstausgestrahlt.
| Nr. (ges.) | Nr. (St.) | Originaltitel         | Erstausstrahlung A |
| ---------- | --------- | --------------------- | ------------------ |
| 108        | 1         | Nervenkrieg           | 15. Okt. 2013      |
| 109        | 2         | Zahltag               | 22. Okt. 2013      |
| 110        | 3         | Ausgeliefert          | 29. Okt. 2013      |
| 111        | 4         | Schöne neue Welt      | 5. Nov. 2013       |
| 112        | 5         | Eine Leiche zu viel   | 12. Nov. 2013      |
| 113        | 6         | Schneewittchen        | 26. Nov. 2013      |
| 114        | 7         | Undercover            | 3. Dez. 2013       |
| 115        | 8         | Am Abgrund            | 10. Dez. 2013      |
| 116        | 9         | Mrs. D.               | 17. Dez. 2013      |
| 117        | 10        | Klassentreffen        | 30. Sep. 2014      |
| 118        | 11        | Richter und Henker    | 7. Okt. 2014       |
| 119        | 12        | Ein ungelebtes Leben  | 14. Okt. 2014      |
| 120        | 13        | Drehschluss           | 21. Okt. 2014      |
| 121        | 14        | Patuschek             | 28. Okt. 2014      |
| 122        | 15        | Im Schatten der Macht | 4. Nov. 2014       |
| 123        | 16        | Daddy cool            | 11. Nov. 2014      |

Regie bei Folge 1 bis 4 führte Holger Barthel, bei Folge 5 bis 8 Erhard Riedlsperger, bei Folge 9 bis 12 Holger Gimpel, bei Folge 13 bis 16 Manuel Flurin Hendry.

## Staffel 10
Starttermin für die Erstausstrahlung der zehnten Staffel war der 25. November 2014 auf ORF eins. Ab Episode 9 dieser Staffel erfolgt die Erstausstrahlung im ZDF, ab Episode 14 wieder auf ORF eins.
| Nr. (ges.) | Nr. (St.) | Originaltitel                   | Erstausstrahlung A |
| ---------- | --------- | ------------------------------- | ------------------ |
| 124        | 1         | Solo für Beck                   | 25. Nov. 2014      |
| 125        | 2         | Perfekte Welt                   | 2. Dez. 2014       |
| 126        | 3         | Und raus bist du                | 9. Dez. 2014       |
| 127        | 4         | Mörderspiel                     | 16. Dez. 2014      |
| 128        | 5         | Gute Gesellschaft               | 23. Dez. 2014      |
| 129        | 6         | Letzte Vorstellung              | 30. Dez. 2014      |
| 130        | 7         | Unter Haien                     | 20. Jan. 2015      |
| 131        | 8         | Jausenstation Hödlmoser         | 10. Feb. 2015      |
| 132        | 9         | Trauriger Sonntag               | 17. Apr. 2015      |
| 133        | 10        | Ausgebremst                     | 24. Apr. 2015      |
| 134        | 11        | Asche zu Asche                  | 1. Mai 2015        |
| 135        | 12        | Lara K.                         | 8. Mai 2015        |
| 136        | 13        | Alte Gräber                     | 15. Mai 2015       |
| 137        | 14        | Gottes innerer Schweinehund     | 20. Okt. 2015      |
| 138        | 15        | 14 Jahre tot                    | 27. Okt. 2015      |
| 139        | 16        | Der Tag an dem Penny Lanz starb | 3. Nov. 2015       |

Regie bei Folge 1 bis 4 führte Erhard Riedlsperger, bei Folge 5 bis 8 Holger Gimpel, bei Folge 9 bis 12 Olaf Kreinsen, bei Folge 13 bis 16 Holger Barthel.

## Staffel 11
Die Dreharbeiten zur elften Staffel mit 16 Episoden sollten bis zum November 2015 abgeschlossen werden. Es gab mit Wir sind viele erstmals eine Folge in Spielfilmlänge. Im ZDF soll die Ausstrahlung der Staffel am 10. Oktober 2016 starten.
| Nr. (ges.) | Nr. (St.) | Originaltitel         | Erstausstrahlung A |
| ---------- | --------- | --------------------- | ------------------ |
| 140        | 1         | Heldentod             | 10. Nov. 2015      |
| 141        | 2         | Briefe einer Toten    | 24. Nov. 2015      |
| 142        | 3         | Gewissenlos           | 1. Dez. 2015       |
| 143        | 4         | Vor aller Augen       | 15. Dez. 2015      |
| 144        | 5         | Der Kronzeuge         | 29. Dez. 2015      |
| 145        | 6         | Alles wird gut        | 29. Dez. 2015      |
| 146        | 7         | Stiller Abgang        | 30. Aug. 2016      |
| 147        | 8         | Becks Blues           | 30. Aug. 2016      |
| 148        | 9         | Der dritte Mann       | 6. Sep. 2016       |
| 149        | 10        | Fehlzündung           | 13. Sep. 2016      |
| 150        | 11        | Pratermelodie         | 20. Sep. 2016      |
| 151        | 12        | Scheinheilig          | 11. Okt. 2016      |
| 152        | 13        | Der Preis der Macht   | 18. Okt. 2016      |
| 153        | 14        | Die verlorenen Kinder | 25. Okt. 2016      |
| 154        | 15        | Wir sind viele        | 1. Nov. 2016       |
| 155        | 16        | Ein ganz normaler Tag | 8. Nov. 2016       |

Regie bei Folge 1 bis 4 führte Holger Gimpel, bei Folge 5 bis 6 Olaf Kreinsen.

## Staffel 12
Die Dreharbeiten der zwölften Staffel mit 16 Episoden starteten am 5. April 2016 und sollten bis zum Oktober des Jahres andauern.
| Nr. (ges.) | Nr. (St.) | Originaltitel             | Erstausstrahlung A |
| ---------- | --------- | ------------------------- | ------------------ |
| 156        | 1         | Tigran der Unsichtbare    | 22. Nov. 2016      |
| 157        | 2         | Ausgeklinkt               | 29. Nov. 2016      |
| 158        | 3         | Filmriss (Hangover)       | 6. Dez. 2016       |
| 159        | 4         | Auf ewig                  | 13. Dez. 2016      |
| 160        | 5         | Außer Kontrolle           | 13. Dez. 2016      |
| 161        | 6         | Natalies Schweigen        | 3. Jan. 2017       |
| 162        | 7         | Freunderlwirtschaft       | 3. Jan. 2017       |
| 163        | 8         | Dicke Luft                | 17. Jan. 2017      |
| 164        | 9         | Der falsche Mann          | 17. Jan. 2017      |
| 165        | 10        | Über den Dächern von Linz | 31. Jan. 2017      |
| 166        | 11        | Der Praktikant            | 31. Jan. 2017      |
| 167        | 12        | Dirnbergers Dinner        | 7. Feb. 2017       |
| 168        | 13        | Ein hoher Preis           | 7. Feb. 2017       |
| 169        | 14        | Der Finger am Abzug       | 17. Okt. 2017      |
| 170        | 15        | Himmel voller Sterne      | 24. Okt. 2017      |
| 171        | 16        | 3, 2, 1 … Mord            | 31. Okt. 2017      |

## Staffel 13
| Nr. (ges.) | Nr. (St.) | Originaltitel                     | Erstausstrahlung A |
| ---------- | --------- | --------------------------------- | ------------------ |
| 172        | 1         | Ich sehe was, was du nicht siehst | 7. Nov. 2017       |
| 173        | 2         | Grenzfall                         | 21. Nov. 2017      |
| 174        | 3         | Die Entscheidung                  | 28. Nov. 2017      |
| 175        | 4         | Familie Schweiger                 | 5. Dez. 2017       |
| 176        | 5         | Die Fäden in der Hand             | 12. Dez. 2017      |
| 177        | 6         | Unter Verdacht                    | 19. Dez. 2017      |
| 178        | 7         | Treue, Ehre, Mord                 | 2. Jan. 2018       |
| 179        | 8         | Herz aus Stein                    | 16. Jan. 2018      |
| 180        | 9         | Schlaflos                         | 30. Jan. 2018      |
| 181        | 10        | Die Bienenkönigin                 | 6. Feb. 2018       |
| 182        | 11        | Quantensprung                     | 27. Feb. 2018      |
| 183        | 12        | Lange Schatten                    | 6. März 2018       |
| 184        | 13        | Fadenspiel                        | 13. März 2018      |
| 185        | 14        | Hexenjagd                         | 20. März 2018      |
| 186        | 15        | Gevatter Hein                     | 3. Apr. 2018       |
| 187        | 16        | Nachts in Friedensruh             | 17. Apr. 2018      |
| 188        | 17        | Nemesis                           | 24. Apr. 2018      |

## Staffel 14
| Nr. (ges.) | Nr. (St.) | Originaltitel                | Erstausstrahlung A |
| --- | --------- | ---------------------------- | ------------------ |
| 189 | 1         | Die Wahrheit stirbt zuerst   | 13. Nov. 2018      |
| 190 | 2         | Stimmen                      | 20. Nov. 2018      |
| 191 | 3         | Tod im Taxi                  | 27. Nov. 2018      |
| 192 | 4         | Alte Indianer                | 4. Dez. 2018       |
| 193 | 5         | Bis aufs Blut                | 11. Dez. 2018      |
| 194 | 6         | Ein Akt der Gewalt           | 22. Jan. 2019      |
| 195 | 7         | Die Todesliste               | 5. Feb. 2019       |
| 196 | 8         | Die Entführung des Markus P. | 12. Feb. 2019      |
| 197 | 9         | Der Geist                    | 19. Feb. 2019      |
| 198 | 10        | Ritterschlag                 | 26. Feb. 2019      |
| 199 | 11        | Hausfreunde                  | 12. März 2019      |
| 200 | 12        | Entfesselt                   | 19. März 2019      |
| 201 | 13        | Im Paradies                  | 26. März 2019      |
| 202 | 14        | Liebesdienst                 | 2. Apr. 2019       |
| 203 | 15        | Auf der Flucht               | 9. Apr. 2019       |
| Der als brutal und skrupellos geltende, aber nett und intelligent auftretende Häftling Lorenz Meidinger soll in ein neues Gefängnis verlegt werden. Während des Transports fangen seine Arme an zu brennen und er fleht durch das Trenngitter um Hilfe. Er überwältigt bei der Löschaktion die Polizistin, die schwerverletzt ins Krankenhaus kommt, und den Polizisten, den eine Kugel aus einer Dienstwaffe tödlich trifft. Meidinger ist flüchtig. Sein ehemaliger Komplize erweist sich als unbeteiligt. Stattdessen entpuppt sich die Polizistin als Drahtzieherin, denn sie hatte sich in den Schwerverbrecher verliebt. Dieser hatte die Zuneigung der Polizistin nur für seine Ziele benutzt; er hätte sogar ihren Tod in Kauf genommen. |           |                              |                    |
| 204 | 16        | Dünne Luft                   | 16. Apr. 2019      |

## Staffel 15
| Nr. (ges.) | Nr. (St.) | Originaltitel                    | Erstausstrahlung A |
| ---------- | --------- | -------------------------------- | ------------------ |
| 205        | 1         | Graues Leben                     | 6. Dez. 2019       |
| 206        | 2         | Schatzsuche                      | 13. Dez. 2019      |
| 207        | 3         | Schuld                           | 20. Dez. 2019      |
| 208        | 4         | Angeltrip                        | 27. Dez. 2019      |
| 209        | 5         | Freier Fall                      | 20. Okt. 2020      |
| 210        | 6         | Das Phantom                      | 27. Okt. 2020      |
| 211        | 7         | Die Ballade von Franz und Franzi | 3. Nov. 2020       |
| 212        | 8         | Der Geist in der Maschine        | 3. Nov. 2020       |
| 213        | 9         | Full House                       | 17. Nov. 2020      |
| 214        | 10        | Das Versprechen                  | 24. Nov. 2020      |
| 215        | 11        | Puzzle                           | 1. Dez. 2020       |
| 216        | 12        | Wien sehen und sterben           | 2. Feb. 2021       |
| 217        | 13        | Alte Wunden                      | 9. Feb. 2021       |
| 218        | 14        | Mannschaftsgeist                 | 23. Feb. 2021      |
| 219        | 15        | Auf Abwegen                      | 2. März 2021       |
| 220        | 16        | Alles Fassade                    | 9. März 2021       |

## Staffel 16
Von Staffel 16 wurden lt. der Produktionsfirma SatelFilm 16 Folgen produziert.
| Nr. (ges.) | Nr. (St.) | Originaltitel                 | Erstausstrahlung A                     |
| ---------- | --------- | ----------------------------- | -------------------------------------- |
| 221        | 1         | Klassenkampf                  | 16. März 2021                          |
| 222        | 2         | Männlich, ledig, unbefriedigt | 23. März 2021                          |
| 223        | 3         | Brandherd                     | 30. März 2021                          |
| 224        | 4         | Gastfreundschaft              | 6. Apr. 2021                           |
| 225        | 5         | Mann ohne Eigenschaften       | 13. Apr. 2021                          |
| 226        | 6         | Spurlos                       | 20. Apr. 2021                          |
| 227        | 7         | Böser Geist                   | 27. Apr. 2021                          |
| 228        | 8         | Das Rätsel                    | 4. Mai 2021                            |
| 229        | 9         | Grenzenlos                    | 11. Mai 2021                           |
| 230        | 10        | Ewiges Leben                  | 25. Mai 2021                           |
| 231        | 11        | Zivilcourage                  | 1. Juni 2021                           |
| 232        | 12        | Vendetta                      | 3. Dez. 2021                           |
| 233        | 13        | Alter Ego                     | 10. Dez. 2021                          |
| 234        | 14        | Die letzte Party              | 17. Dez. 2021                          |
| 235        | 15        | Falsche Signale               | 24. Mai 2022 (in D: 06. Oktober 2023)  |
| 236        | 16        | Ausgetrickst                  | 14. Juni 2022 (In D: 13. Oktober 2023) |

## Staffel 17
| Nr. (ges.) | Nr. (St.) | Originaltitel            | Erstausstrahlung A |
| ---------- | --------- | ------------------------ | ------------------ |
| 237        | 1         | Grenzen                  | 21. Juni 2022      |
| 238        | 2         | Kreuzmordrätsel          | 28. Juni 2022      |
| 239        | 3         | Der gschupfte Ferdl      | 5. Juli 2022       |
| 240        | 4         | Aussicht mit Mord        | 6. Sep. 2022       |
| 241        | 5         | Geliebter Mörder         | 13. Sep. 2022      |
| 242        | 6         | Verloschen               | 27. Sep. 2022      |
| 243        | 7         | In Schönheit sterben     | 4. Okt. 2022       |
| 244        | 8         | Blauer Montag            | 11. Okt. 2022      |
| 245        | 9         | Höllensturz              | 18. Okt. 2022      |
| 246        | 10        | Knalleffekt              | 25. Okt. 2022      |
| 247        | 11        | Lieblingsmensch          | 25. Okt. 2022      |
| 248        | 12        | Nahaufnahme              | 10. Okt. 2023      |
| 249        | 13        | Mein Essen mit Erik      | 17. Okt. 2023      |
| 250        | 14        | Nur eine Nacht           | 24. Okt. 2023      |
| 251        | 15        | Gefährliche Einkehr      | 31. Okt. 2023      |
| 252        | 16        | Letzte Ausfahrt Hoffnung | 7. Nov. 2023       |

## Staffel 18
Die Erstausstrahlung der 18. Staffel findet seit 6. Februar 2024 (mit Ausnahme des Spielfilms am 3. Oktober 2023) auf ORF 1 statt.
| Nr. (ges.) | Nr. (St.) | Originaltitel                     | Erstausstrahlung A |
| ---------- | --------- | --------------------------------- | ------------------ |
| 253        | 1         | Der große Mitsch (Spielfilmlänge) | 3. Okt. 2023       |
| 254        | 2         | Chimäre                           | 6. Feb. 2024       |
| 255        | 3         | Bonnie und Bonnie                 | 13. Feb. 2024      |
| 256        | 4         | In der Falle                      | 20. Feb. 2024      |
| 257        | 5         | (K)eine schöne Leich              | 27. Feb. 2024      |
| 258        | 6         | Klare Fakten                      | 5. März 2024       |
| 259        | 7         | Reine Routine                     | 1. Okt. 2024       |
| 260        | 8         | Die Affäre des Max H.             | 8. Okt. 2024       |
| 261        | 9         | Untreu                            | 15. Okt. 2024      |
| 262        | 10        | Die Interne                       | 22. Okt. 2024      |
| 263        | 11        | Kinderwunsch                      | 29. Okt. 2024      |
| 264        | 12        | Schlussakkord                     | 5. Nov. 2024       |
| 265        | 13        | Katz und Maus                     | 12. Nov. 2024      |
| 266        | 14        | Die 3 Säulen des Erfolgs          | 19. Nov. 2024      |

## Staffel 19
| Nr. (ges.) | Nr. (St.) | Originaltitel                  | Erstausstrahlung A |
| ---------- | --------- | ------------------------------ | ------------------ |
| 267        | 1         | Was wäre wenn...?              | 4. Feb. 2025       |
| 268        | 2         | Eine Gräfin namens Cindy       | 11. Feb. 2025      |
| 269        | 3         | Waldesruh                      | 18. Feb. 2025      |
| 270        | 4         | Funkenflug                     | 25. Feb. 2025      |
| 271        | 5         | Cui Bono?                      | 4. März 2025       |
| 272        | 6         | Nix rennt ohne Geld            | 11. März 2025      |
| 273        | 7         | Der Fremde                     | 18. März 2025      |
| 274        | 8         | Das Schweigen der Gartenzwerge | 25. März 2025      |
| 275        | 9         | Eine Nacht in Zwentendorf      | 1. Apr. 2025       |
| 276        | 10        | Blaulichtmilieu                | 8. Apr. 2025       |
| 277        | 11        | Der letzte Tanz                | 15. Apr. 2025      |
| 278        | 12        | Blunznfett durchs Leben        | 22. Apr. 2025      |
| 279        | 13        | Matrjoschka                    | 29. Apr. 2025      |